# Andy Vernon
Andy Vernon, född 7 januari 1986, är en brittisk långdistanslöpare.
Vernon tävlade för Storbritannien vid olympiska sommarspelen 2016 i Rio de Janeiro, där han slutade på 25:e plats på 10 000 meter.